# Wahlkreis Nr. 7 (Senat der Republik Polen, 2001–2011)
Der Wahlkreis Nr. 7 (polnisch Okręg wyborczy nr 7) war ein von 2001 bis 2011 bestehender Wahlkreis für die Wahl des Senats der Republik Polen und wurde auf Grundlage der Ordynacja wyborcza do Sejmu Rzeczypospolitej Polskiej i do Senatu Rzeczypospolitej Polskiej (Wahlordnung für den Sejm der Republik Polen und für den Senat der Republik Polen) vom 12. April 2001 (Dz.U. 2001 nr 46 poz. 499) errichtet. Die erste Wahl, die im Wahlkreis stattfand, war die Parlamentswahl am 23. September 2001.
Der Wahlkreis umfasste nach der Anlage Nr. 2 (Załącznik nr 2) der Ordynacja wyborcza do Sejmu Rzeczypospolitej Polskiej i do Senatu Rzeczypospolitej Polskiej in der letzten Bekanntmachung vom 30. Juni 2005 (Dz.U. 2005 nr 140 poz. 1173) die kreisfreien Städte Biała Podlaska, Chełm und Zamość und die Powiate Bialski, Biłgorajski, Chełmski, Hrubieszowski, Krasnostawski, Parczewski, Radzyński, Tomaszowski, Włodawski und Zamojski der Woiwodschaft Lublin (Województwo lubelskie).
Durch den Wechsel von Mehrpersonenwahlkreisen zu Einpersonenwahlkreisen wurde der Wahlkreis Nr. 7 im Jahr 2011 aufgelöst. Das Gebiet des Wahlkreises entspricht den Wahlkreisen Nr. 17, Nr. 18 und Nr. 19 seit 2011.
Der Sitz der Wahlkreiskommission war Chełm.

## Wahlkreisvertreter
| WP   | Wahl | Senator (Wahlkomitee) | Senator (Wahlkomitee)                                         | Senator (Wahlkomitee)                      | Senator (Wahlkomitee)                                      | Senator (Wahlkomitee)                       | Senator (Wahlkomitee)                |
| ---- | ---- | --------------------- | ------------------------------------------------------------- | ------------------------------------------ | ---------------------------------------------------------- | ------------------------------------------- | ------------------------------------ |
| V.   | 2001 |                       | Irena Kurzępa (KKW Sojusz Lewicy Demokratycznej – Unia Pracy) |                                            | Lesław Paweł Podkański (KW Polskiego Stronnictwa Ludowego) |                                             | Adam Biela (KW Liga Polskich Rodzin) |
| VI.  | 2005 |                       | Jerzy Mieczysław Chróścikowski (KW Prawo i Sprawiedliwość)    |                                            | Lesław Paweł Podkański (KW Polskiego Stronnictwa Ludowego) |                                             | Adam Biela (KW Liga Polskich Rodzin) |
| VII. | 2007 |                       | Jerzy Mieczysław Chróścikowski (KW Prawo i Sprawiedliwość)    | Lucjan Cichosz (KW Prawo i Sprawiedliwość) |                                                            | Józef Bergier (KW Platforma Obywatelska RP) |                                      |

## Wahlergebnisse

### Parlamentswahl 2001
Die Wahl fand am 23. September 2001 statt.
| #  | Kandidat | Kandidat                       | Wahlkomitee                                                            | Stimmen | Prozent |
| -- | -------- | ------------------------------ | ---------------------------------------------------------------------- | ------- | ------- |
| 1  |          | Adam Biela                     | KW Liga Polskich Rodzin                                                | 86.582  | 25,14 % |
| 2  |          | Stefan Bucior                  | KW Samoobrona Rzeczpospolitej Polskiej                                 | 80.270  | 23,30 % |
| 3  |          | Jerzy Mieczysław Chróścikowski | KWW Blok Senat 2001                                                    | 38.401  | 11,15 % |
| 4  |          | Stefan Konarski                | KWW Stefana Konarskiego                                                | 16.500  | 4,79 %  |
| 5  |          | Irena Kurzępa                  | KKW Sojusz Lewicy Demokratycznej – Unia Pracy                          | 89.806  | 26,07 % |
| 6  |          | Henryk Makarewicz              | KW Polskiego Stronnictwa Ludowego                                      | 65.549  | 19,03 % |
| 7  |          | Jerzy Masłowski                | KWW Blok Senat 2001                                                    | 27.015  | 7,84 %  |
| 8  |          | Piotr Miszczuk                 | KKW Sojusz Lewicy Demokratycznej – Unia Pracy                          | 75.966  | 22,05 % |
| 9  |          | Stanisław Misztal              | KWW Kandydata na Senatora Rzeczpospolitej Polskiej Stanisława Misztala | 26.162  | 7,59 %  |
| 10 |          | Lesław Paweł Podkański         | KW Polskiego Stronnictwa Ludowego                                      | 89.757  | 26,06 % |
| 11 |          | Adam Rychliczek                | KW Polskiego Stronnictwa Ludowego                                      | 56.267  | 16,33 % |
| 12 |          | Adam Wilczewski                | KWW Blok Senat 2001                                                    | 21.120  | 6,13 %  |
| 13 |          | Mirosław Dariusz Złomaniec     | KKW Sojusz Lewicy Demokratycznej – Unia Pracy                          | 70.530  | 20,48 % |

Wahlberechtigte: 763.124 – Wahlbeteiligung: 46,64 % – Quelle: Dz.U. 2001 nr 109 poz. 1187

### Parlamentswahl 2005
Die Wahl fand am 25. September 2005 statt.
| #  | Kandidat | Kandidat                        | Wahlkomitee                                                               | Stimmen | Prozent |
| -- | -------- | ------------------------------- | ------------------------------------------------------------------------- | ------- | ------- |
| 1  |          | Adam Biela                      | KW Liga Polskich Rodzin                                                   | 60.133  | 20,76 % |
| 2  |          | Jerzy Mieczysław Chróścikowski  | KW Prawo i Sprawiedliwość                                                 | 62.197  | 21,47 % |
| 3  |          | Kazimierz Kapłan                | KW Polskiej Partii Narodowej                                              | 8.067   | 2,78 %  |
| 4  |          | Stefan Jan Karasiński           | KW Platforma Obywatelska RP                                               | 35.580  | 12,28 % |
| 5  |          | Michał Kiryluk                  | KW Sojusz Lewicy Demokratycznej                                           | 23.694  | 8,18 %  |
| 6  |          | Irena Kurzępa                   | KW Sojusz Lewicy Demokratycznej                                           | 34.583  | 11,94 % |
| 7  |          | Henryk Makarewicz               | KWW Lubelszczyzna – Senat 2005                                            | 22.564  | 7,79 %  |
| 8  |          | Stanisław Misztal               | KW Samoobrona Rzeczpospolitej Polskiej                                    | 55.327  | 19,10 % |
| 9  |          | Zygmunt Leopold Mogiła-Lisowski | KW Prawo i Sprawiedliwość                                                 | 35.456  | 12,24 % |
| 10 |          | Danuta Muzyczka                 | KWW–Ogólnopolska Koalicja Obywatelska                                     | 8.507   | 2,94 %  |
| 11 |          | Andrzej Owsiński                | KW Prawo i Sprawiedliwość                                                 | 44.111  | 15,23 % |
| 12 |          | Lucyna Pietroń                  | KW Dom Ojczysty                                                           | 9.600   | 3,31 %  |
| 13 |          | Lesław Paweł Podkański          | KW Polskiego Stronnictwa Ludowego                                         | 60.346  | 20,83 % |
| 14 |          | Zenon Andrzej Poznański         | KW Samoobrona Rzeczpospolitej Polskiej                                    | 51.047  | 17,62 % |
| 15 |          | Stanisław Rapa                  | KWW Lubelszczyzna – Senat 2005                                            | 21.044  | 7,26 %  |
| 16 |          | Stanisław Schodziński           | KW Liga Polskich Rodzin                                                   | 36.358  | 12,55 % |
| 17 |          | Maria Sendecka                  | KW Liga Polskich Rodzin                                                   | 49.376  | 17,04 % |
| 18 |          | Marian Tywoniuk                 | KW Sojusz Lewicy Demokratycznej                                           | 20.277  | 7,00 %  |
| 19 |          | Leszek Edward Zwierz            | KWW Kandydata na Senatora Rzeczpospolitej Polskiej Leszka Edwarda Zwierza | 10.113  | 3,49 %  |

Wahlberechtigte: 779.534 – Wahlbeteiligung: 38,63 % – Quelle: Dz.U. 2005 nr 195 poz. 1627

### Parlamentswahl 2007
Die Wahl fand am 21. Oktober 2007 statt.
| #  | Kandidat | Kandidat                       | Wahlkomitee                            | Stimmen | Prozent |
| -- | -------- | ------------------------------ | -------------------------------------- | ------- | ------- |
| 1  |          | Józef Bergier                  | KW Platforma Obywatelska RP            | 77.989  | 22,13 % |
| 2  |          | Adam Biela                     | KWW Prawicy Marka Jurka                | 32.297  | 9,17 %  |
| 3  |          | Arkadiusz Tomasz Bratkowski    | KW Polskiego Stronnictwa Ludowego      | 70.229  | 19,93 % |
| 4  |          | Jerzy Mieczysław Chróścikowski | KW Prawo i Sprawiedliwość              | 100.748 | 28,59 % |
| 5  |          | Lucjan Cichosz                 | KW Prawo i Sprawiedliwość              | 89.207  | 25,32 % |
| 6  |          | Michał Reoland Gołoś           | KKW Lewica i Demokraci SLD+SDPL+PD+UP  | 40.514  | 11,50 % |
| 7  |          | Marek Grzelaczyk               | KWW Prawicy Marka Jurka                | 11.875  | 3,37 %  |
| 8  |          | Alina Gut                      | KW Samoobrona Rzeczpospolitej Polskiej | 19.243  | 5,46 %  |
| 9  |          | Andrzej Feliks Olborski        | KW Prawo i Sprawiedliwość              | 77.472  | 21,99 % |
| 10 |          | Marek Zdzisław Piwko           | KKW Lewica i Demokraci SLD+SDPL+PD+UP  | 37.601  | 10,67 % |
| 11 |          | Maria Sendecka                 | KW Liga Polskich Rodzin                | 24.630  | 6,99 %  |
| 12 |          | Małgorzata Sokół               | KW Platforma Obywatelska RP            | 53.896  | 15,30 % |
| 13 |          | Sławomir Antoni Sosnowski      | KW Polskiego Stronnictwa Ludowego      | 55.770  | 15,83 % |
| 14 |          | Stefan Józef Szmidt            | KW Platforma Obywatelska RP            | 55.810  | 15,84 % |

Wahlberechtigte: 778.641 – Wahlbeteiligung: 46,23 % – Quelle: Dz.U. 2007 nr 198 poz. 1439